# Ozarba inobtrusoides
Ozarba inobtrusoides là một loài bướm đêm trong họ Noctuidae.